# Joe Spano
Joe Spano, właśc. Joseph Peter Spano (ur. 7 lipca 1946 w San Francisco) – amerykański aktor.
Odtwórca roli porucznika Henry’ego Goldblume’a w serialu policyjnym NBC Posterunek przy Hill Street (1981–1987), za którą był nominowany do nagrody Emmy.

## Życiorys
Urodził się i dorastał w San Francisco w stanie Kalifornia jako syn Virginii Jean (z domu Carpenter) i lekarza Vincenta Dante Spano. W 1963 ukończył Archbishop Riordan High School i jest członkiem honorowym Izby Russi. Studiował na Uniwersytecie Kalifornijskim w Berkeley.
W 1967 debiutował na scenie Alumni Repertory Theatre w Berkeley w roli Parysa w sztuce Romeo i Julia. W latach 1968–78 występował w Berkeley Repertory Theatre w przedstawieniach: Hamlet w roli tytułowego duńskiego księcia, Kotka na gorącym blaszanym dachu jako Brick, Skamieniały las Roberta E. Sherwooda jako Duke Mantee, Candida George’a Bernarda Shawa w roli młodego poety Eugene’a Marchbanksa, Sen nocy letniej jako Oberon – król elfów i Tezeusz – książę Aten, Uczeń diabła George’a Bernarda Shawa w roli Dicka Dudgeona, Filantrop Christophera Hamptona jako Filip, Wiele hałasu o nic w roli Benedicka, Zimna śmierć nadchodzi Eugene’a O’Neilla jako Rocky i Komedia omyłek w roli Antipholusa. 
Pod koniec lat 70. przeniósł się do Hollywood, zdobywając gościnne role w telewizji i mniejsze role w komediodramacie George’a Lucasa Amerykańskie graffiti (1973) i dramacie sensacyjnym Jamesa Fargo Strażnik prawa (1976). W 2003 został zaangażowany do roli agenta specjalnego FBI Tobiasa C. Fornella w serialu kryminalnym CBS Agenci NCIS. W 2009 zdobył nominację do nagrody Ovation Award za rolę George’a w sztuce Edwarda Albeego Kto się boi Virginii Woolf? w Rubicon Theatre Company. 
26 listopada 1980 zawarł związek małżeński z terapeutką i artystką ceramiczną Mary Joan Zerrien, z którą adoptował dwie córki – Meili Qing i Lianę Clare Xiaohe.

## Filmografia

### Filmy
- 1973: Amerykańskie graffiti jako Vic
- 1976: Strażnik prawa jako Mitch, Robber
- 1993: Powódź – Na ratunek dzieciom (TV) jako Richard Koons
- 1995: Apollo 13 jako dyrektor NASA
- 1996: Lęk pierwotny jako Abel Stenner
- 2001: Terrorysta jako kpt. Spano
- 2002: Wojna Harta jako J.M. Lange
- 2006: Hollywoodland jako Howard Strickling
- 2007: Słaby punkt jako Joseph Pincus
- 2008: Frost/Nixon jako dyrektor sieci

### Seriale
- 1974: Ulice San Francisco jako Toomey
- 1981–1987: Posterunek przy Hill Street jako Henry Goldblume
- 1986: Historie biblijne jako Jezus (głos)
- 1988: Prawnicy z Miasta Aniołów jako George Ripley
- 1994: Życie jak sen jako policjant
- 1997: Z Archiwum X jako Mike Millar
- 1997–1998: Portret zabójcy jako Mike Ramdak
- 1998: JAG jako Jack Murphy
- 1998: Nash Bridges jako agent FBI Langdon
- 1998: Lekarze z Los Angeles jako Don Claybourne
- 1999: Dotyk anioła jako James Cooper
- 1999–2000: Batman przyszłości jako agent Bennet, snajper, szef (głos)
- 2001: Powrót do Providence jako dr Carroll
- 2002–2003: Nowojorscy gliniarze jako John Clark Sr.
- 2003: Puls miasta jako Henry Stein
- 2003–: Agenci NCIS jako Tobias Fornell
- 2006: Podkomisarz Brenda Johnson jako dr Rose
- 2006: Jordan w akcji jako kapitan Innis
- 2006: Impas jako Joe Suser
- 2008: Shark jako Paul Faber
- 2012: Mentalista jako Greg Relin
- 2014: Agenci NCIS: Nowy Orlean jako Tobias Fornell
- 2019: Pearson jako Pan Allen